# Troisième circonscription de Farita
La troisième circonscription de Farita est une des 135 circonscriptions législatives de l'État fédéré Amhara, elle se situe dans la Zone Sud Gonder. Son représentant de 2005 à 2009 est Feleke Jember Kassa.